# Patrimoni dell'umanità della Malaysia
I patrimoni dell'umanità della Malaysia sono i siti dichiarati dall'UNESCO come patrimonio dell'umanità in Malaysia, che è divenuta parte contraente della Convenzione sul patrimonio dell'umanità il 7 dicembre 1988.
Al 2025 i siti iscritti nella Lista dei patrimoni dell'umanità sono sei, mentre quattro sono le candidature per nuove iscrizioni. I primi due siti iscritti nella lista sono stati nel 2000 il Parco nazionale di Gunung Mulu e il Parco del Kinabalu, durante la ventiquattresima sessione del comitato del patrimonio mondiale. Nel 2008 la trentaduesima sessione ha inserito nella lista il sito congiunto di Malacca e George Town, città storiche degli Stretti di Malacca. Il patrimonio archeologico della Valle di Lenggong è stato incluso nella lista nel 2012 dalla trentaseiesima sessione del comitato, mentre il Patrimonio archeologico del complesso di grotte del Parco nazionale di Niah nel 2024 durante la quarantaseiesima sessione. Infine, l'iscrizione alla lista più recente è quella del Parco forestale dell'Istituto di ricerca forestale della Malaysia di Selangor, incluso nel 2025. Quattro siti sono considerati culturali, secondo i criteri di selezione, e due naturali.

## Siti del Patrimonio mondiale
| Foto | Sito                                                                          | Luogo                | Tipo                              | Anno       | Descrizione |
| ---- | ----------------------------------------------------------------------------- | -------------------- | --------------------------------- | ---------- | --- |
|      | Parco del Kinabalu                                                            | Distretto di Ranau   | Naturale (1012; ix, x)            | 2000       | Il parco del Kinabalu, nello Stato di Sabah all'estremità settentrionale dell'isola del Borneo, è dominato dal monte Kinabalu (4 095 m), la montagna più alta tra l'Himalaya e la Nuova Guinea. Ha una gamma molto ampia di habitat, dalla ricca pianura tropicale e dalla foresta pluviale collinare alla foresta tropicale di montagna, foresta subalpina e macchia sulle altitudini più elevate. È stato designato come centro per la diversità vegetale per il sud-est asiatico ed è eccezionalmente ricco di specie con esempi di flora dell'Himalaya, della Cina, dell'Australia, della Malesia e pantropicale. |
|      | Parco nazionale di Gunung Mulu                                                | Divisione di Miri    | Naturale (1013; vii, viii, ix, x) | 2000       | Importante sia per la sua elevata biodiversità che per le sue caratteristiche carsiche, il Parco nazionale di Gunung Mulu, sull'isola del Borneo nel Sarawak, è l'area carsica tropicale più studiata al mondo. Il parco di 52 864 ettari contiene diciassette zone di vegetazione, che esibiscono circa 3 500 specie di piante vascolari. Le sue specie di palma sono eccezionalmente ricche, con 109 specie in venti generi noti. Il parco è dominato dal Gunung Mulu, un pinnacolo di arenaria alto 2 377 m. Almeno 295 km di grotte esplorate offrono uno spettacolo unico e ospitano milioni di rondini delle caverne e pipistrelli. La camera di Sarawak, 600 m per 415 m e alta 80 m, è la più grande grotta conosciuta al mondo. |
|      | Malacca e George Town, città storiche degli Stretti di Malacca                | George Town, Malacca | Culturale (1223; ii, iii, iv)     | 2008       | Malacca e George Town hanno sviluppato oltre 500 anni di scambi commerciali e culturali tra Oriente e Occidente nello Stretto di Malacca. Le influenze dell'Asia e dell'Europa hanno dotato le città di uno specifico patrimonio multiculturale, tangibile e immateriale. Con i suoi edifici governativi, chiese, piazze e fortificazioni, Malacca mostra le prime fasi di questa storia che ha avuto origine nel sultanato malese del XV secolo e nei periodi portoghese e olandese a partire dall'inizio del XVI secolo. Con edifici residenziali e commerciali, George Town rappresenta l'era britannica dalla fine del XVIII secolo. Le due città costituiscono un paesaggio urbano architettonico e culturale senza eguali da nessuna parte nell'est e nel sud-est asiatico. |
|      | Patrimonio archeologico della Valle di Lenggong                               | Lenggong             | Culturale (1396; iii, iv)         | 2012       | Situata nella lussureggiante valle di Lenggong, la proprietà comprende quattro siti archeologici in due gruppi che abbracciano quasi 2 milioni di anni, uno dei più lunghi reperti dell'uomo primitivo in una singola località e il più antico al di fuori del continente africano. È dotato di siti all'aperto e grotte con laboratori di utensili paleolitici, prove della prima tecnologia. Il numero di siti rinvenuti nell'area relativamente contenuta suggerisce la presenza di una popolazione abbastanza numerosa, semi-sedentaria con resti culturali del Paleolitico, del Neolitico e dell'età dei metalli. |
|      | Patrimonio archeologico del complesso di grotte del Parco nazionale di Niah   | Distretto di Miri    | Culturale (1014; iii, v)          | 2024       | Questo complesso di colossali caverne interconnesse si trova vicino alla costa occidentale dell'isola del Borneo, al centro del Parco nazionale di Niah. Contiene le registrazioni più lunghe conosciute dell'interazione umana con la foresta pluviale, che abbracciano almeno 50 000 anni, dal Pleistocene al periodo medio dell'Olocene. I ricchi depositi archeologici, le pitture rupestri e le sepolture a forma di barca rinvenute sul bordo settentrionale del massiccio illustrano la vita biologica e umana durante questo periodo e contribuiscono notevolmente alla conoscenza dello sviluppo umano, dell'adattamento e della migrazione nel Sud-est asiatico, così come in un contesto globale. Le comunità locali osservano ancora l'antica tradizione del molong - "prendi solo ciò di cui hai bisogno" - quando raccolgono il guano e i preziosi nidi di uccelli commestibili dalle grotte. |
|      | Parco forestale dell'Istituto di ricerca forestale della Malaysia di Selangor | Kepong               | Culturale (1734; ii, v)           | 23/02/2017 | Situato a 16 km a nord-ovest di Kuala Lumpur, il sito è una foresta pluviale tropicale artificiale, creata dal FRIM su terreni degradati da miniere di stagno a partire dagli anni '20. Comprende edifici scientifici, residenziali e di servizio, specchi d'acqua e sentieri. Il sito rappresenta un'iniziativa pionieristica di riforestazione, che ha trasformato con successo terreni aridi in una foresta tropicale di pianura matura, dimostrando pratiche di ripristino ecologico precoce e di riqualificazione sostenibile del territorio. |

## Siti candidati
| Foto | Sito                                                     | Luogo                        | Tipo                            | Anno       | Descrizione |
| ---- | -------------------------------------------------------- | ---------------------------- | ------------------------------- | ---------- | --- |
|      | Parco nazionale della Malesia peninsulare (Taman Negara) | Kelantan, Pahang, Terengganu | Naturale (5927; ix, x)          | 05/06/2014 | Il Parco nazionale (Taman Negara) della Malesia peninsulare è il primo e il più grande parco nazionale del paese, istituito nel 1938/1939. È stato considerato un hotspot per la biodiversità in quanto ospita molte specie di flora e fauna e molte di esse sono endemiche, rare, vulnerabili o altrimenti minacciate in Malaysia. |
|      | Cresta di quarzo di Gombak Selangor                      | Distretto di Gombak          | Naturale (6175; vii)            | 23/02/2017 | La cresta di quarzo di Gombak Selangor è unica non solo per le sue dimensioni, ma anche per la straordinaria bellezza del suo paesaggio, che comprende rocce allungate e scoscese nel mezzo di una verde foresta tropicale. Tre caratteristiche combinate fanno della cresta di quarzo di Gombak Selangor un tesoro naturale davvero unico: le sue dimensioni, il fatto che sia completamente esposto e la sua morfologia pseudo-carsica. Si tratta di una gigantesca lastra di roccia verticale costruita interamente in minerale di quarzo in varie forme, estesa fino a 14 km di lunghezza e 200 metri di larghezza e si ritiene sia la parete di quarzo puro più lunga al mondo. |
|      | Parco statale del Royal Belum                            | Perak                        | Naturale (6176; x)              | 23/02/2017 | Il Parco statale fa parte della Spina forestale centrale della Penisola Malese (CFS) che copre un'area di 27 891 ettari. È stato considerato un hotspot per la biodiversità in Malesia in quanto ospita diversi ecosistemi e habitat per le numerose specie di flora e fauna di cui molte sono endemiche, rare, vulnerabili o altrimenti minacciate nella regione. Questi sono di buon auspicio per l'educazione ambientale e la ricerca scientifica sulla biodiversità non solo per i malesi, ma anche per gli abitanti della regione e del mondo. |
|      | Lebbrosario di Sungai Buloh                              | Sungai Buloh                 | Culturale (6388; ii, iv, v, vi) | 12/02/2019 | Il Lebbrosario di Sungai Buloh è stato conosciuto come uno dei modelli eccezionali nella liberazione delle istituzioni per la lebbra nel XX secolo e anche uno dei migliori centri di cura per la lebbra. Inoltre, è stato anche uno dei principali centri di ricerca sulla lebbra nel mondo, poiché alcune delle sue ricerche ed esperimenti hanno contribuito notevolmente al trattamento della malattia. Il lebbrosario originariamente copriva un'area di oltre 562 acri, comprendendo più di 600 edifici in tre sezioni; nel suo periodo di punta, i pazienti erano 2 440. Quindi, il Lebbrosario di Sungai Buloh è il più grande dell'Impero britannico in termini di numero di pazienti ed è stato considerato il secondo più grande al mondo dopo il Lebbroasrio di Culion nelle Filippine. |